# Molophilus (Molophilus) neosubfalcatus
Molophilus (Molophilus) neosubfalcatus is een tweevleugelige uit de familie steltmuggen (Limoniidae). De soort komt voor in het Neotropisch gebied.